# Ammerzwiller
Ammerzwiller là một xã thuộc tỉnh Haut-Rhin trong vùng Grand Est, đồng bắc Pháp. Xã này có diện tích 3,05 km², dân số năm 1999 là 322 người. Khu vực này có độ cao trung bình 300 mét trên mực nước biển.